# Egg Harbor City
Egg Harbor City es una ciudad ubicada en el condado de Atlantic en el estado estadounidense de Nueva Jersey. En el año 2010 tenía una población de 4.243 habitantes y una densidad poblacional de 147.3 personas por km².

## Geografía
Egg Harbor City se encuentra ubicado en las coordenadas 39°33′0″N 74°37′3″O / 39.55000, -74.61750.

## Demografía
Según la Oficina del Censo en 2000 los ingresos medios por hogar en la localidad eran de $32,956 y los ingresos medios por familia eran $40,040. Los hombres tenían unos ingresos medios de $27,978 frente a los $23,560 para las mujeres. La renta per cápita para la localidad era de $15,151. Alrededor del 13.1% de la población estaba por debajo del umbral de pobreza.